# فويد لينكس
فويد لينكس  هو توزيعة لينكس مستقلة تعمل بنظام إدارة الحزم X Binary Package System (XBPS) ، والذي تم تصميمه وتنفيذه من البداية، نظام تمهيد . باستثناء عمليات النواة الثنائية، يتكون التثبيت الأساسي بالكامل من البرامج المجانية، ولكن يمكن للمستخدمين الوصول إلى مستودع رسمي غير مجاني لتثبيت البرامج الاحتكارية.

## التاريخ
تم إنشاء فويد لينكس في عام 2008 من قِبل خوان روميرو باردينيس، وهو مطور سابق لـ نت بي إس دي ،  للحصول على قاعدة اختبار لمدير حزم XBPS. من المحتمل أن تكون القدرة على بناء الحزم أصلاً من المصدر باستخدام xbps-src مستوحاة من pkgsrc .
في مايو 2018 ، تم نقل المشروع إلى موقع ويب جديد ومستودع الرموز من قبل الفريق الأساسي بعد عدم سماع قائد المشروع منذ عدة أشهر.
اعتبارًا من يونيو 2019 ، يعد فويد هو المشروع الثامن الأعلى تصنيفًا على ديسترووتش برصيد 9.09 من أصل 10.

## المميزات
تعدُّ فويد لينكس استثناءً ملحوظًا لمعظم توزيعات لينكس الأُخرى لأنها تستخدم رونيت ليصل إلى نظام تمهيد بدلا من سيستم دي المستخدمة من قبل التوزيعات الأخرى بما في ذلك آرتش لينكس، سينت أو إس، دبيان، فيدورا، ماجيا وأوبونتو. فويد هو أول توزيع يدمج LibreSSL  كمكتبة تشفير النظام بشكل افتراضي. كما أنها فريدة من نوعها بين التوزيعات في أن وسائط التثبيت المنفصلة باستخدام كلا مكتبة جنو لسي وmusl متوفرة.
نظرًا لطبيعة الإصدار المتداول ، يتم تحديث نظام يقوم بتشغيل فويد مع التحديثات الثنائية التي تحمل دائمًا أحدث إصدار. تتم صيانة حزم المصدر على غيت هاب ويمكن تجميعها باستخدام نظام بناء xbps-src. يتم تنفيذ عملية إنشاء الحزم في بيئة نظيفة، ولا ترتبط بالنظام الحالي، ويمكن تجميع معظم الحزم للبنيات الأجنبية.
من أبريل 2017 ، يدعم فويد لينكس فلات باك ، والذي يسمح بتثبيت أحدث الحزم من مستودعات التخزين الأولية .
يلاحظ جيسي سميث من ديسترووتش أوقات التشغيل السريعة التي ينسب إليها الفضل في الجري، لكنه يشير أيضًا إلى عدم وجود وثائق واختبار الأخطاء. الويكي الرسمية هي المصدر الرئيسي لوثائق المستخدم.

## طبعات
يستحدم فويد صفات مميزة، ويمكن للمستخدمين تحميل تثبيت وسائل الاعلام وتوفير بيئات سطح المكتب التقليدية، مثل تكوين ما قبل سينامن ، إنلايتنمينت ، إل إكس دي إي ، متّة ، أو إكسفس . تحتوي الصور الحية على مثبت يوفر واجهة مستخدم تستند إلى إن كيرسيس Ncurses . shell الجذر الافتراضي هو Dash .